# Michaelkirche (Bremen)

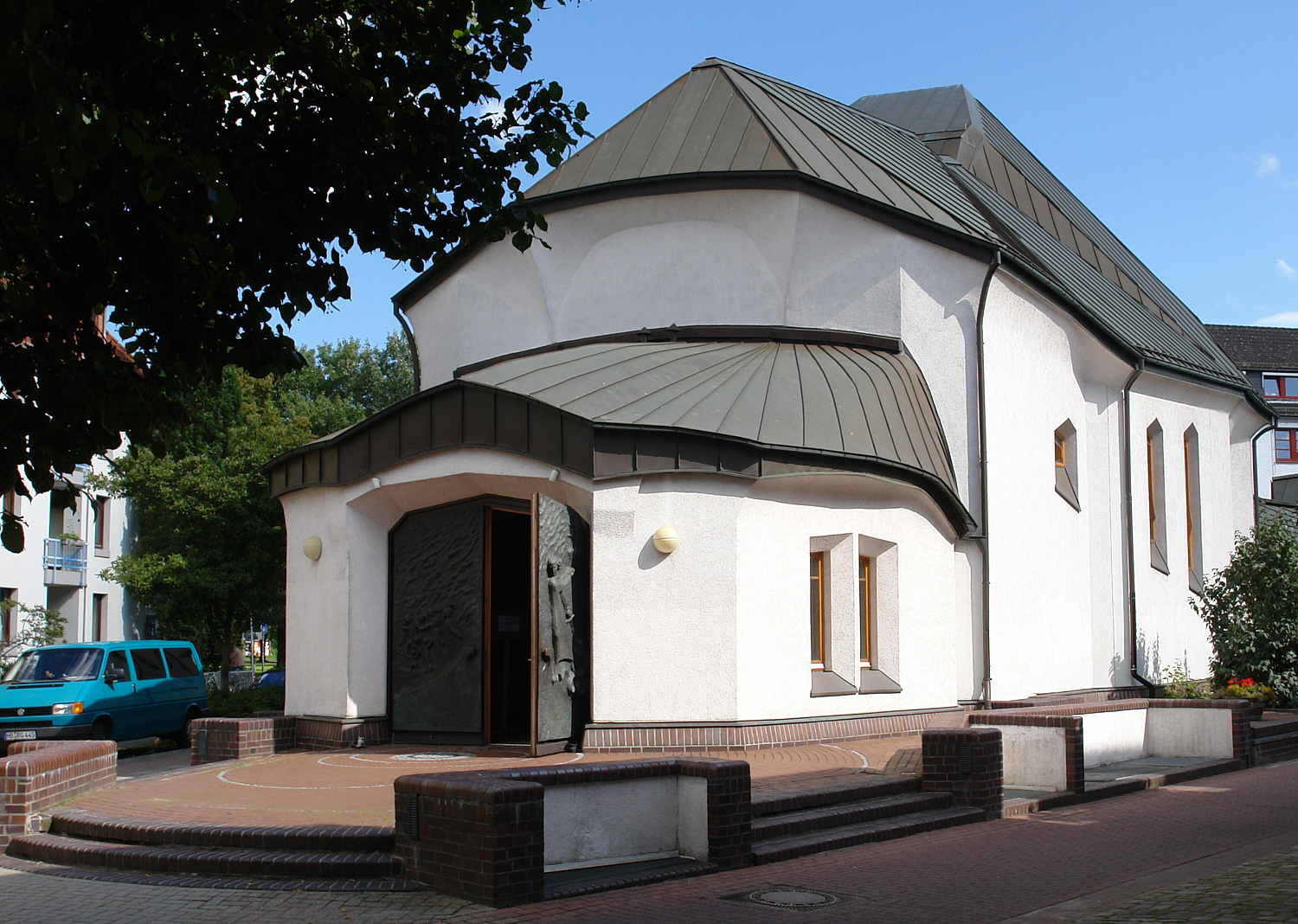
Die Michaelkirche in der Kleinen Meinkenstraße in Bremen-Mitte

Die Michaelkirche ist der religiöse Versammlungsort der Christengemeinschaft Bremen. Sie befindet sich in der Kleinen Meinkenstraße im Ortsteil Mitte/Ostertor. Das Gebäude wurde ab 1992 errichtet und 1994 geweiht.

## Kirchengebäude
Das Kirchengebäude ist im Stil der anthroposophischen Architektur gehalten: Es hat keine rechtwinklig zueinander stehenden Außenwände. Der Grundriss des Kirchenraums ist fast eine Ellipse mit der breitesten Stelle vor dem Altar. Dort ist auch die gewölbte Decke am höchsten. Der Raum ist bestuhlt und bietet Platz für ca. 200 Besucher. Besonderer Wert wurde beim Bau auf die Raumakustik gelegt. So besteht der Fußboden aus versiegeltem Naturstein, und die Verwendung von Textilien beschränkt sich auf die Sitzpolster der Stühle. Die Kanzel ist um eine Stufe erhöht, weitere drei Stufen führen zum Altar aus norwegischem Granit. Die Orgel steht auf einem Podest an der Rückwand. Es gibt mehrere Nebenräume, in denen Kindergottesdienste und andere Veranstaltungen der Gemeinde stattfinden.
Bei der Grundsteinlegung der Michaelkirche 1992 wurde auf die esoterischen Glaubenssätze Wert gelegt. Der Grundstein besteht deshalb aus einem Kupfer-Pentagondodekaeder, in dessen 12 Seiten je ein Edelstein, meist Kristalle, eingearbeitet ist.

## Geschichte
Die Christengemeinschaft Bremen richtete Anfang der 1920er Jahre zunächst in der evangelischen Martinikirche erste „Menschenweihehandlungen“ und einen Vortragszyklus aus, eine eigene Jugendarbeit wurde aufgebaut. Die Gemeindearbeit musste später in ein Maleratelier in der Sparkasse, 1925 in einen Kellerraum in der Parkallee verlegt werden.
1936 konnte die größer werdende Gemeinde durch eine Erbschaft das Haus Am Dobben 111 erwerben. 1939 tagte die Synode der norddeutschen Mitarbeiter der Christengemeinschaft in Bremen. Im gleichen Jahr verbot die Gestapo die Gemeinde in Bremen (1941 reichsweit). Nach dem Krieg wurde die Gemeindearbeit im Haus Am Dobben fortgeführt.
1986 bot die „Bremische Gesellschaft für Stadterneuerung, Stadtentwicklung und Wohnungsbau GmbH“ der Gemeinde ein Baugrundstück am Rembertiring an. Der Berliner Architekt Jens Ebert entwarf die Pläne für die Kirche und das Pfarrhaus. Die Firma Zech-Bau aus Bremen errichtete den Rohbau. Am 27. März 1994 wurde die neue Kirche geweiht.
Das Bremer Zentrum für Baukultur zeigte 2009 in der Kulturkirche St. Stephani im Rahmen der Ausstellung Leichtes Zelt und feste Burg beispielhafte Sakralbauten in Bremen nach 1950, darunter neben katholischen und evangelischen Kirchen und der Fatih-Moschee auch die Michaelkirche „in ihrer Le Corbusier-Artigkeit“.